# 東部發電廠立霧機組
東部發電廠立霧機組，為一座位於臺灣花蓮縣秀林鄉的水力發電廠。該發電廠由台灣電力公司東部發電廠所管轄，舊稱為立霧發電廠。2001年台電公司組織改造後，改名為台灣電力公司東部發電廠立霧機組。立霧機組廠區坐落於太魯閣國家公園境內立霧溪下游近出海口附近的太魯閣峽谷口北岸的花2線鄉道上，距台8線中橫公路入口處的太魯閣牌樓約1公里，距離花蓮市區28公里，鄰近太魯閣國家公園管理處，距太平洋海岸僅2公里，主要係利用溪畔壩攔截立霧溪的溪水發電，裝置容量為32,000千瓦（32MW），年發電量為1.65億度，目前立霧機組之運作，由位於花蓮市的東部發電廠之廠本部集中遙控。

## 沿革

### 日治時期
日治時期初期，位在臺灣西部的龜山、小粗坑、竹仔門及后里等水力發電廠一一設立，使西部工業逐步發展。大正九年（1920年）成立花蓮港電氣株式會社，先後興建砂婆礑第一水力發電所與砂婆礑第二水力發電所以應付花蓮港街的開發，並於昭和十四年（1939年）於木瓜溪流域設立清水第一水力發電所。
同年日本鋁業株式會社請准另設清水第二水力發電所及銅門水力發電所以求充分供電，並成立東臺灣電力興業株式會社，以興建溪口水力發電所、立霧水力發電所與大南水力發電所。十八年（1943年）東臺灣電力興業株式會社併購東部電氣株式會社，成立東臺灣電力株式會社。十九年（1944年）4月立霧發電所竣工，為當時全臺灣第四大的水力發電廠，僅次於日月潭第一發電所、日月潭第二發電所及銅門水力發電所，然而同年8月卻因遭遇颱風，引水設施遭到摧毀而停止發電。

### 省政府時期
二戰後國民政府接收臺灣，決定暫時不恢復被戰爭破壞的發電設備。1949年國民黨政府來台，電力需求大增，台電力主修復立霧、銅門、清水第二（後改為清流）等三處水力發電廠，經孫運璿等人的支持，加上1950年臺電獲得美國經濟合作總署撥款，在美援資助下，通過立霧電廠重建案。1953年11月底正式開工，1954年3月全部完成，3月6日與系統並聯運轉發電，1954年6月12日，立霧水力發電所由經濟部部長尹仲容、台灣省政府主席嚴家淦主持竣工，總工程經費為新台幣5,100萬元。1963年，台電興工改建溪畔壩，將壩身加厚，並提高壩頂及增設弧形閘門七座，使壩上游形成調整池，容量增為34萬立方公尺，立霧發電廠遂由川流式轉為調整池式。

### 現今
立霧發電廠在2001年5月，因應政府組織改造，「東部發電處」改組成「東部發電廠」，旗下多座發電廠亦改稱為發電機組，立霧發電廠也正式改為立霧機組。並且完成自動化遙控機組工程，稱為立霧副控，管理砂卡礑壩的取水口閘門開關，而總控制中心為「東部發電廠遙控中心」。

## 設施
立霧機組係利用上游立霧溪上的溪畔壩攔截溪水，以及砂卡礑壩攔截立霧溪支流砂卡礑溪的溪水發電，溪水通過沈砂池淨水之後，經由引水隧道來到立霧電廠上方100多公尺高的前池，儲存穩定的水量之後，穩定的水流通過兩支壓力鋼管，再送到電廠發電。廠房為白色外觀之鋼筋混凝土建築，水輪機為日本電業社製之法蘭西斯豎軸水輪機（FSS），而發電機為日本芝浦製（20,000KVA）。立霧發電廠共2部容量各16MW之豎軸法蘭西斯水輪發電機組，發電容量為32,000瓩，年發電量約為一億六千五百萬度。

### 機組
| 名稱   | 發電機型號                 | 水輪機型號                       | 機組數量 | 發電方式 | 有效落差（公尺） | 單一機組用水量（CMS） | 容量（MW） | 位置         | 商轉日期                    | 狀態   |
| ------ | -------------------------- | -------------------------------- | -------- | -------- | ---------------- | --------------------- | ---------- | ------------ | --------------------------- | ------ |
| 一號機 | 日本芝浦製交流式同步發電機 | 日本電業社製豎軸法蘭西斯式水輪機 | 1        | 川流式   | 118              | 18CMS                 | 16MW       | 花蓮縣秀林鄉 | 1944年4月 1951年12月1日修復 | 商轉中 |
| 二號機 | 日本芝浦製交流式同步發電機 | 日本電業社製豎軸法蘭西斯式水輪機 | 1        | 川流式   | 118              | 18CMS                 | 16MW       | 花蓮縣秀林鄉 | 1954年3月6日                | 商轉中 |

### 管理
- 電廠名稱：東部發電廠立霧機組
- 管理單位：臺灣電力公司東部發電廠

### 設施
- 廠房類型：半地下式
- 取水來源：立霧溪（溪畔壩）、砂卡礑溪（砂卡礑壩）
- 壓力鋼管：兩條，長357.3公尺、內徑2.12至2.42公尺、厚9至22公釐、酒井鐵工廠製

## 圖集

### 廠區

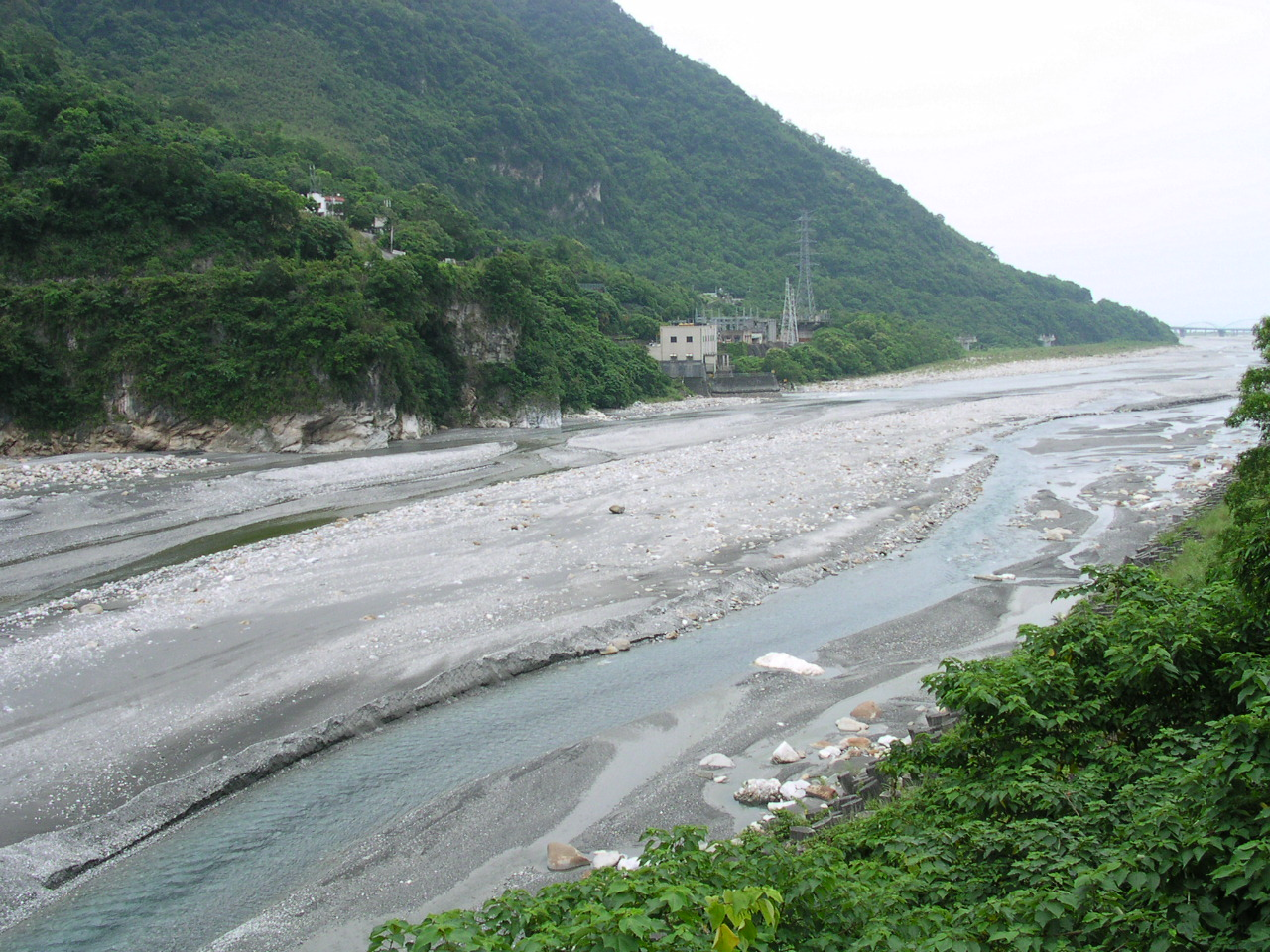
立霧溪左岸旁的建築即為立霧機組。
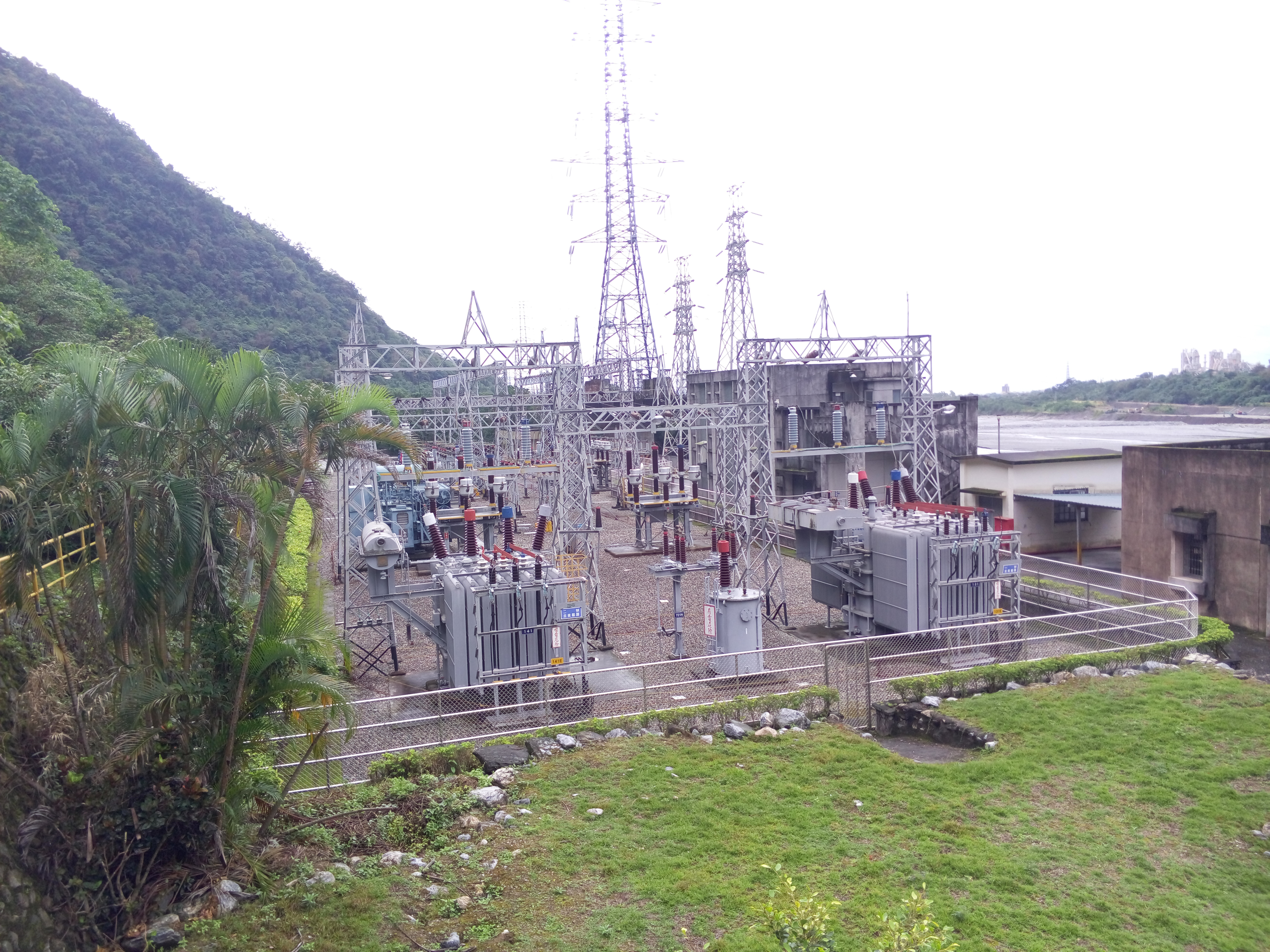
立霧機組開關廠
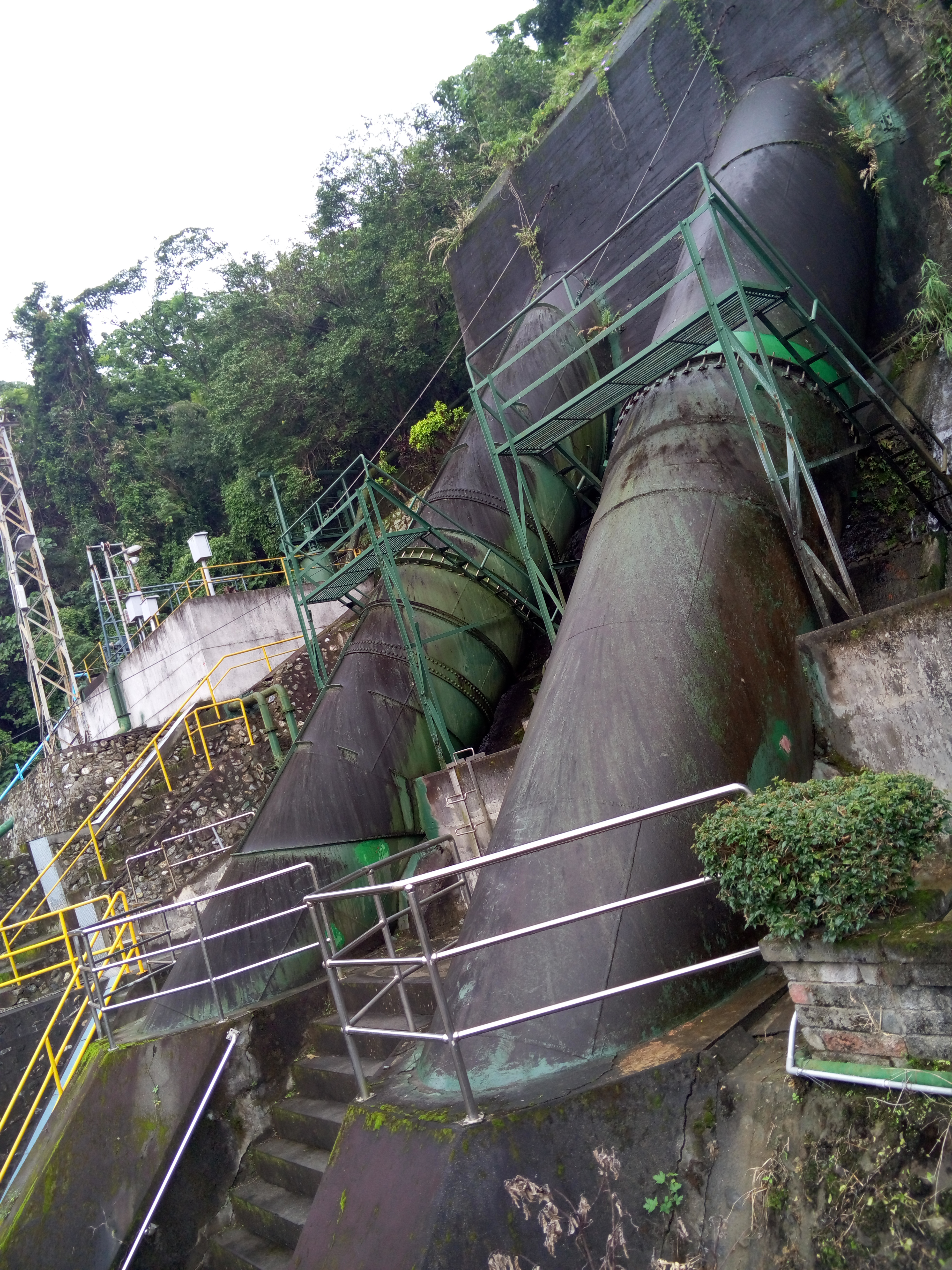
立霧機組壓力鋼管，圖片靠右為1號機，靠左為2號機之壓力鋼管
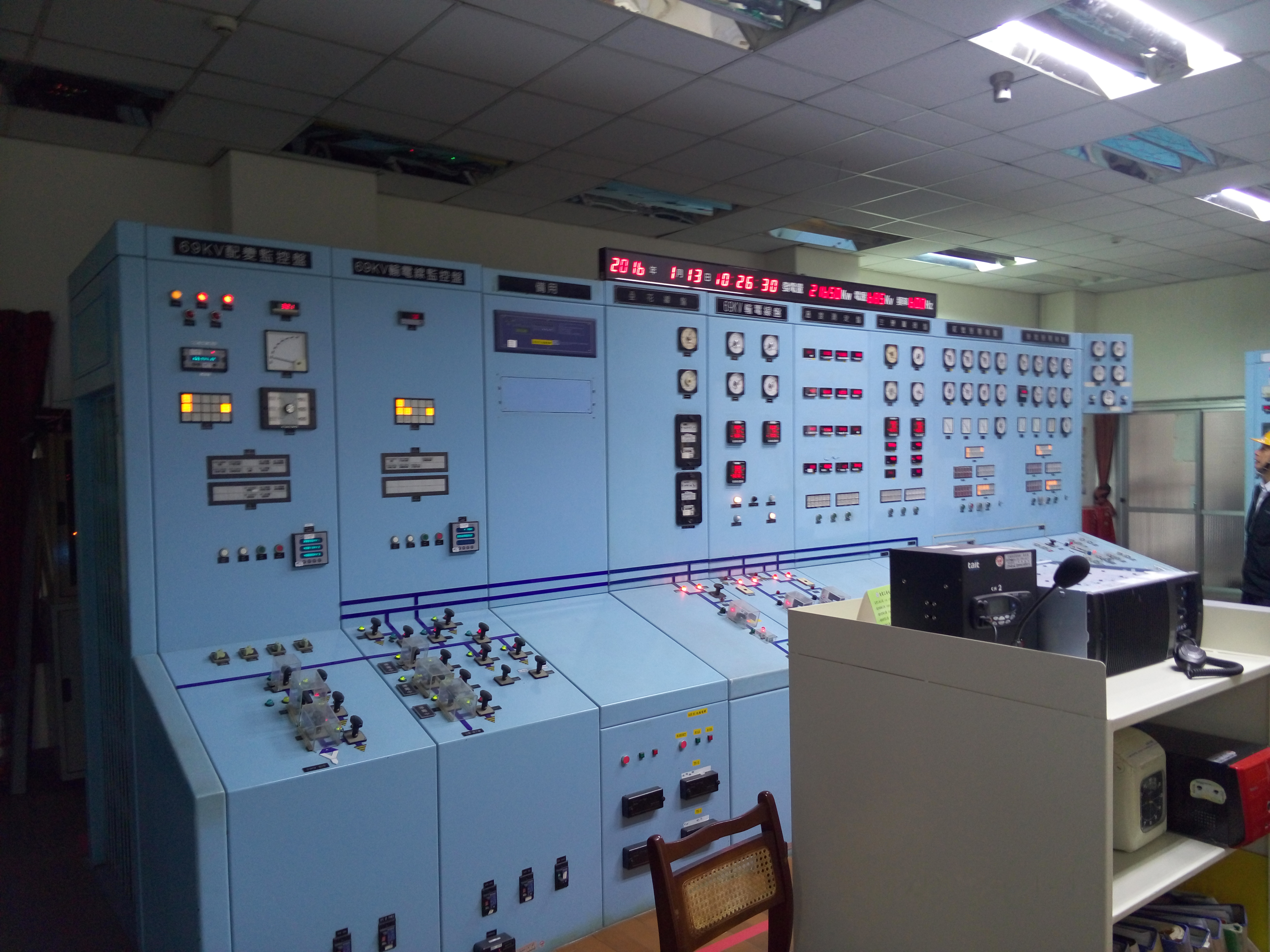
立霧機組控制室，因立霧副控於2014年裁撤，因此控制室已無人駐守
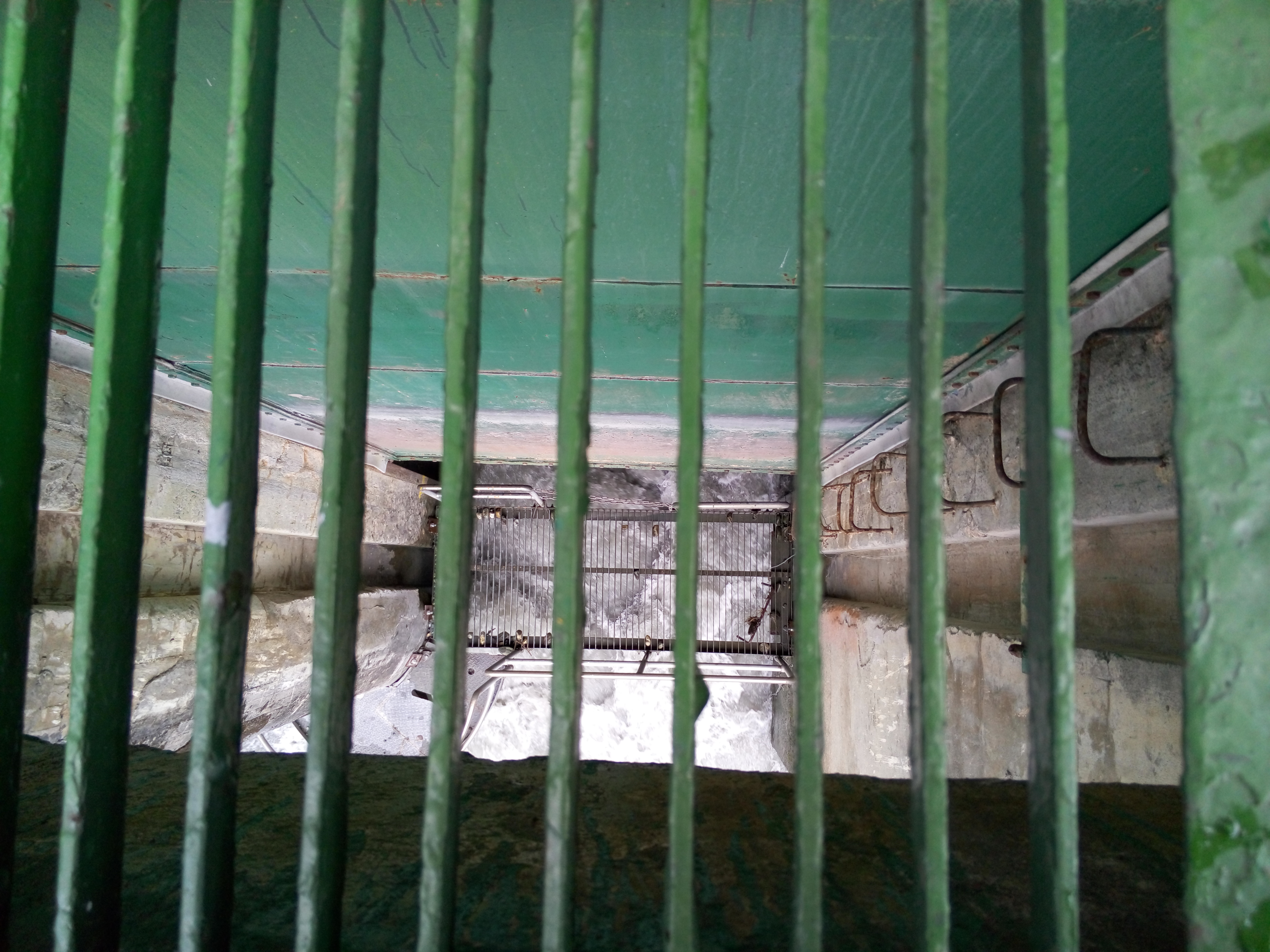
立霧機組發電後的尾水閘門
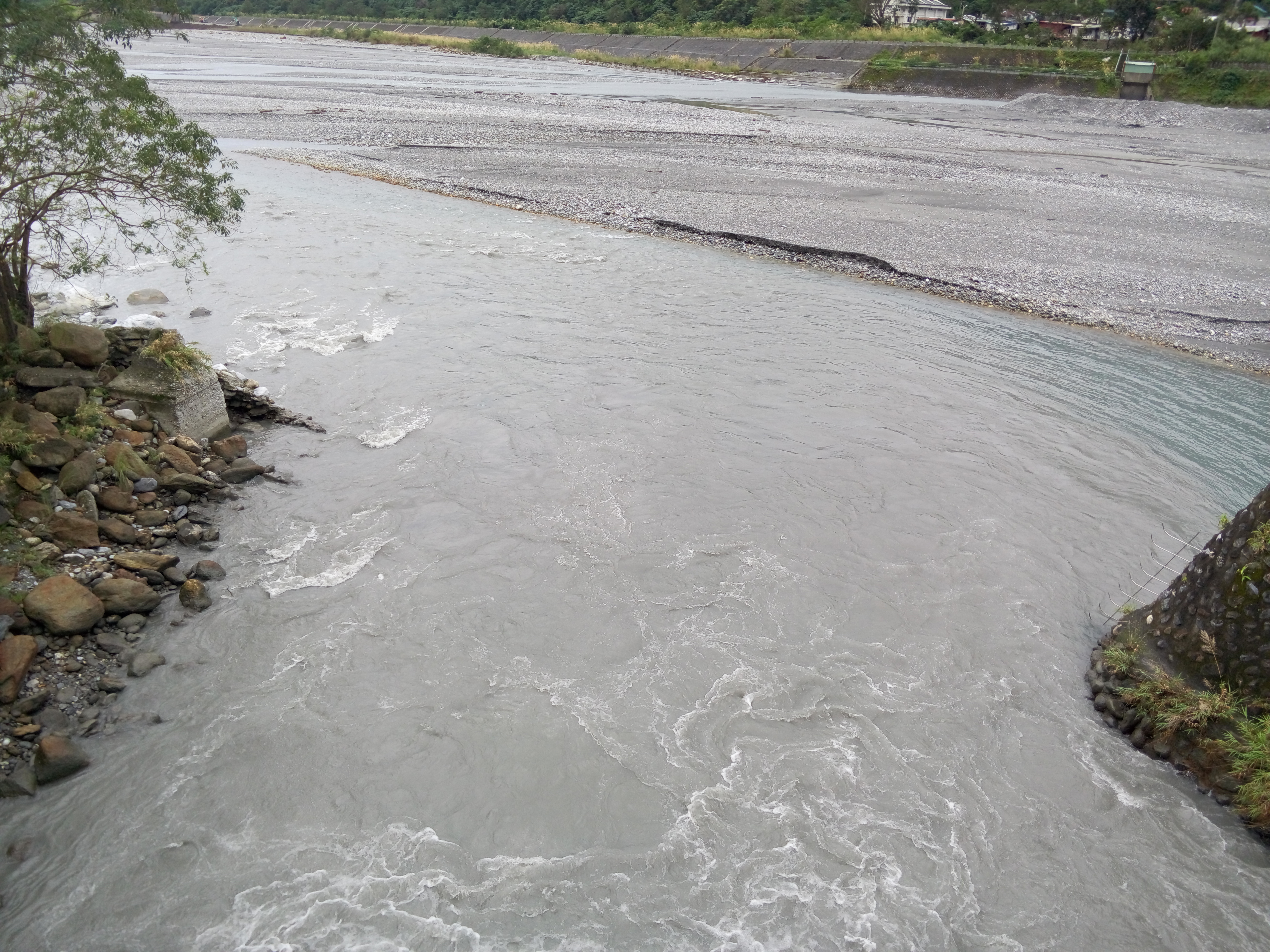
立霧機組放水路，發電尾水再次流回立霧溪。

### 發電機

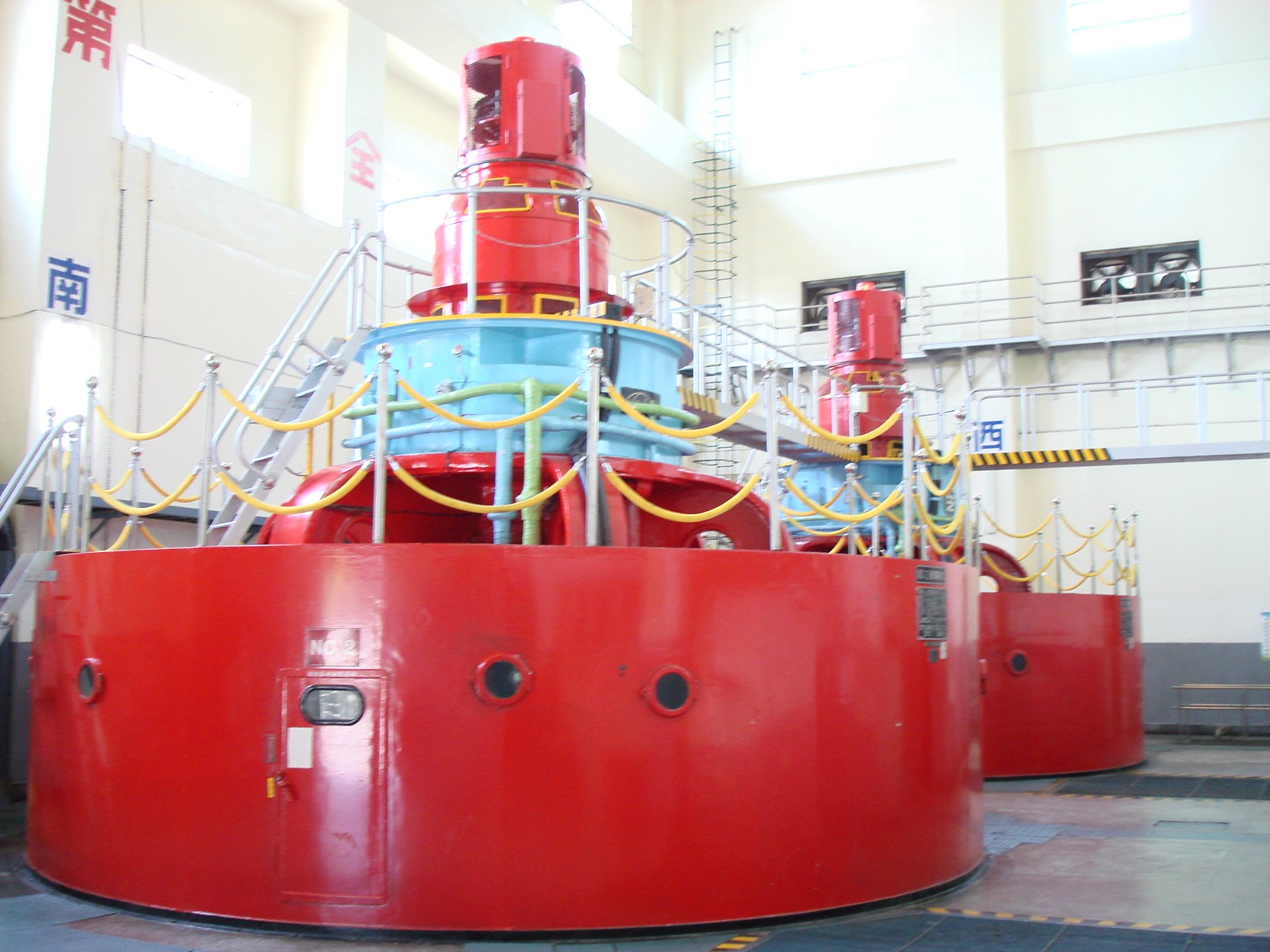
立霧發電廠廠房內部之兩部豎軸法蘭西斯水輪發電機
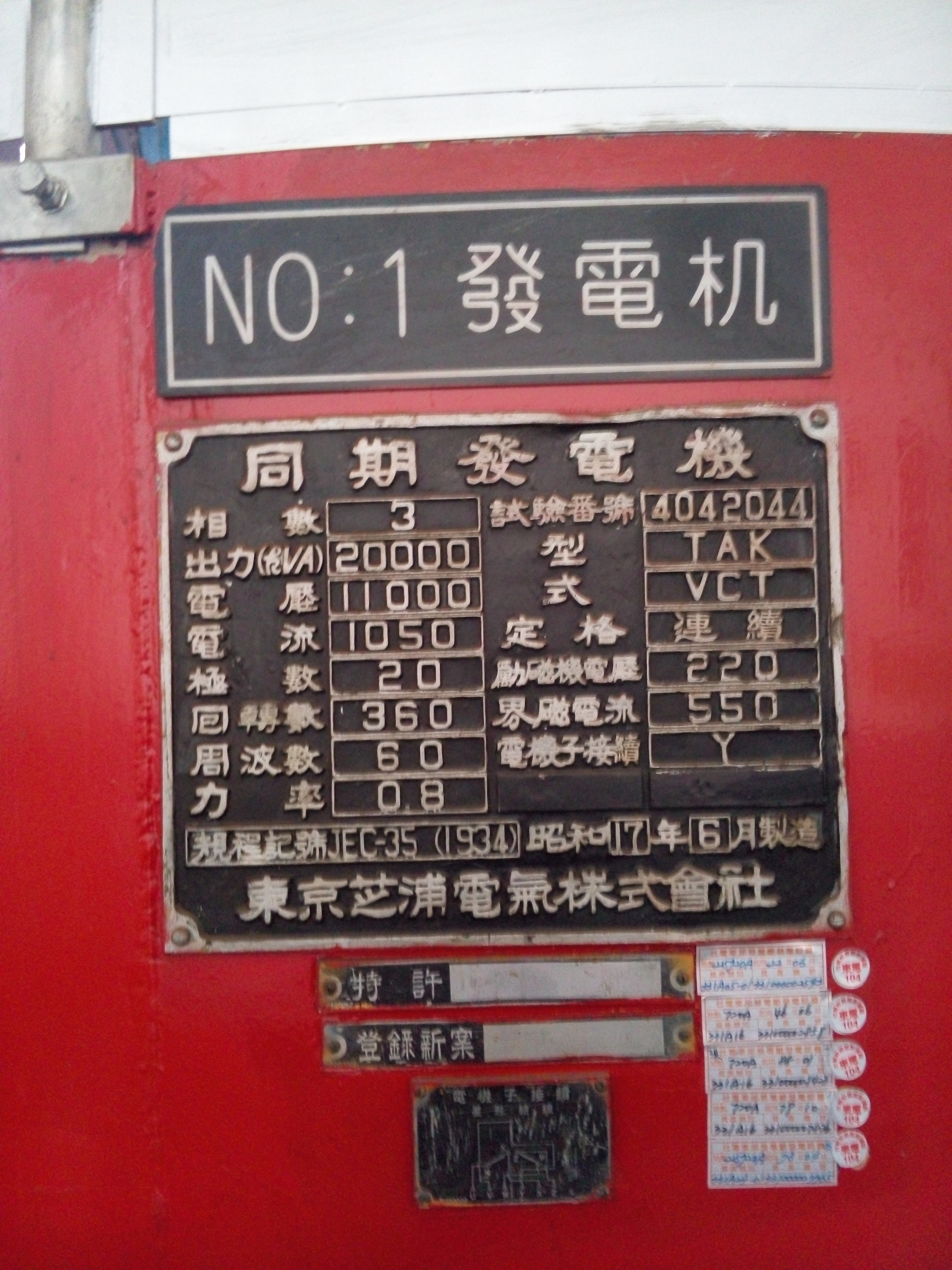
立霧機組1號發電機名牌
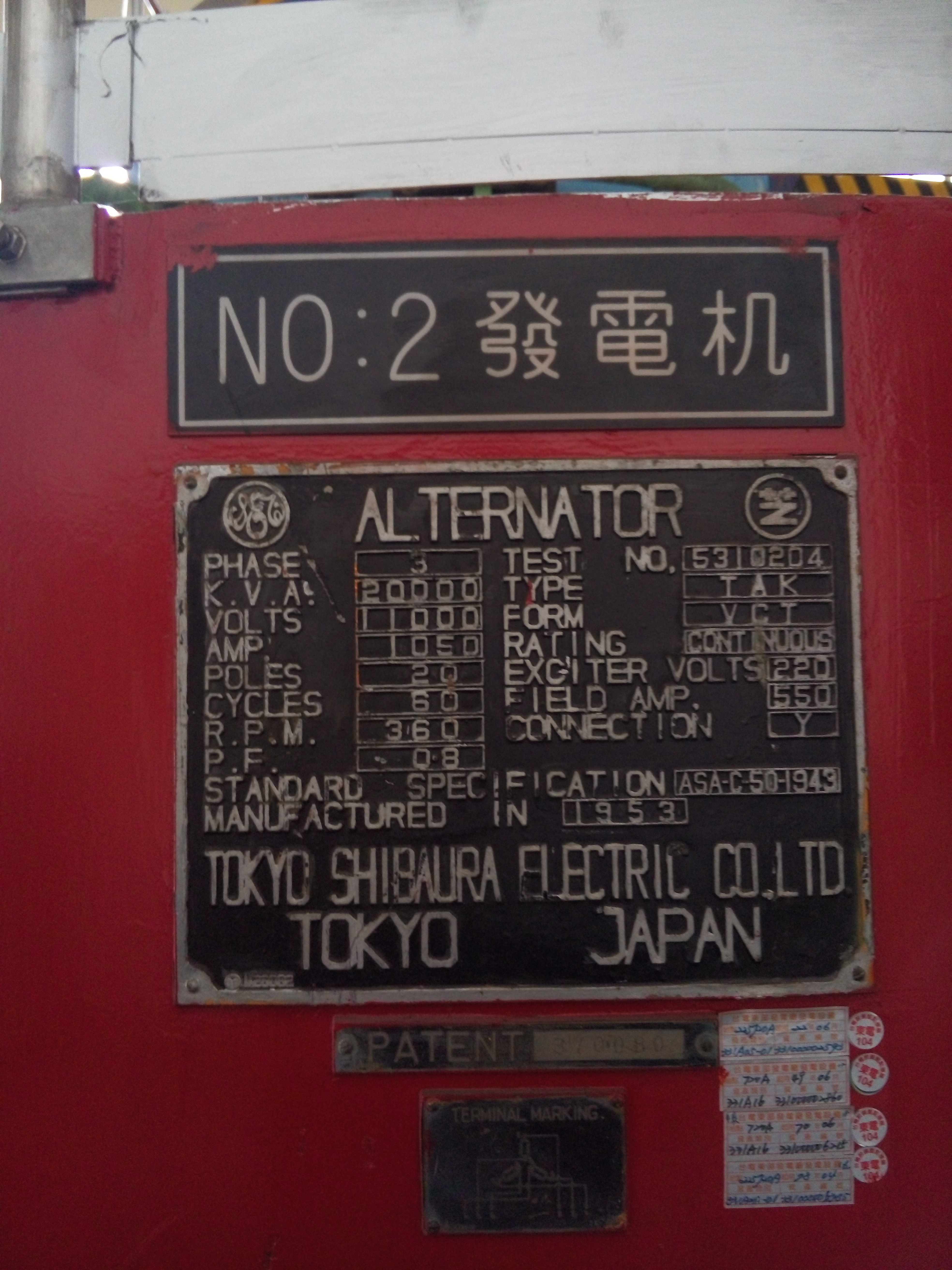
立霧機組2號發電機名牌

### 水輪機

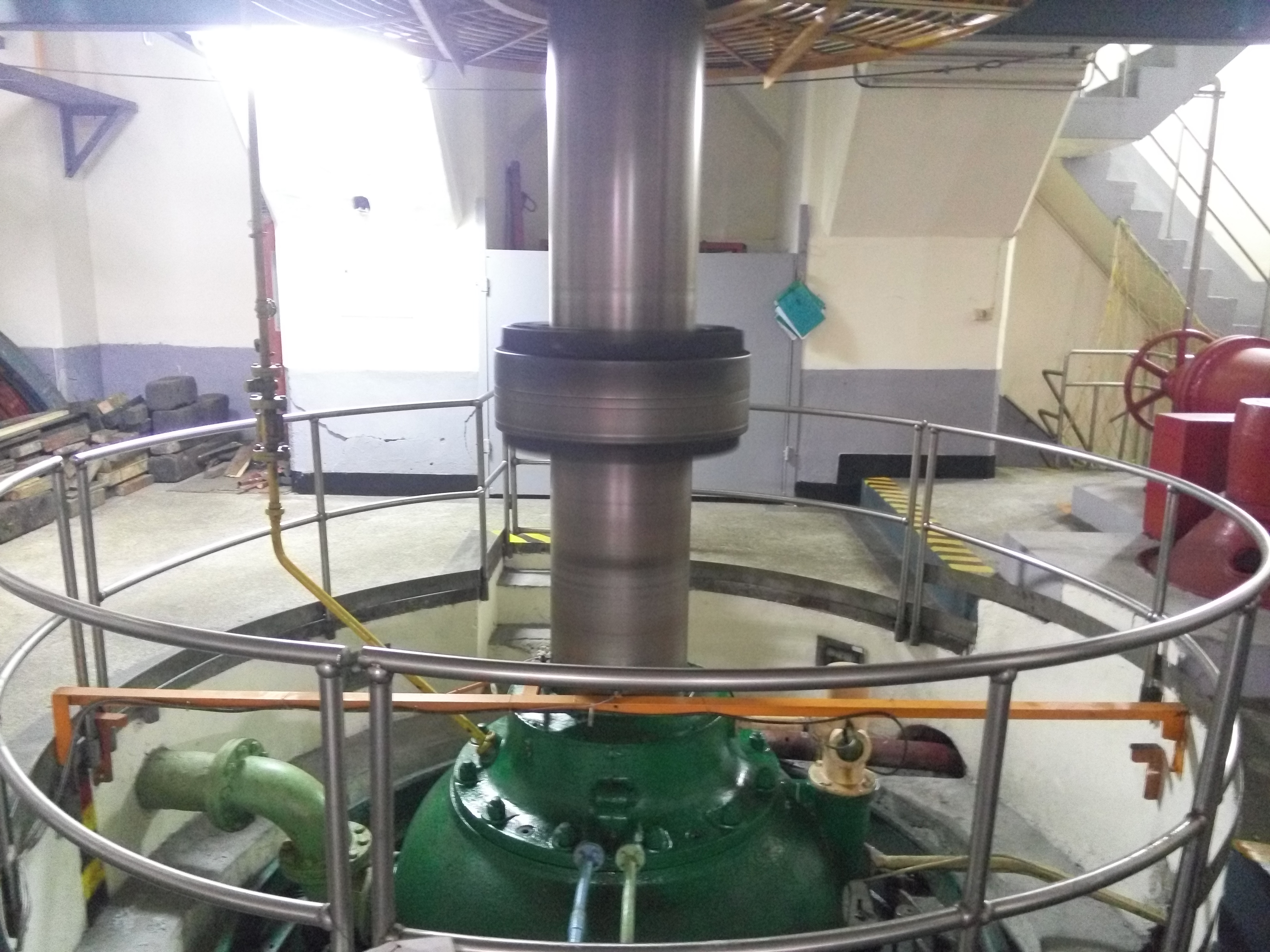
立霧機組1號水輪機中間軸，上方為發電機，下方為水輪機
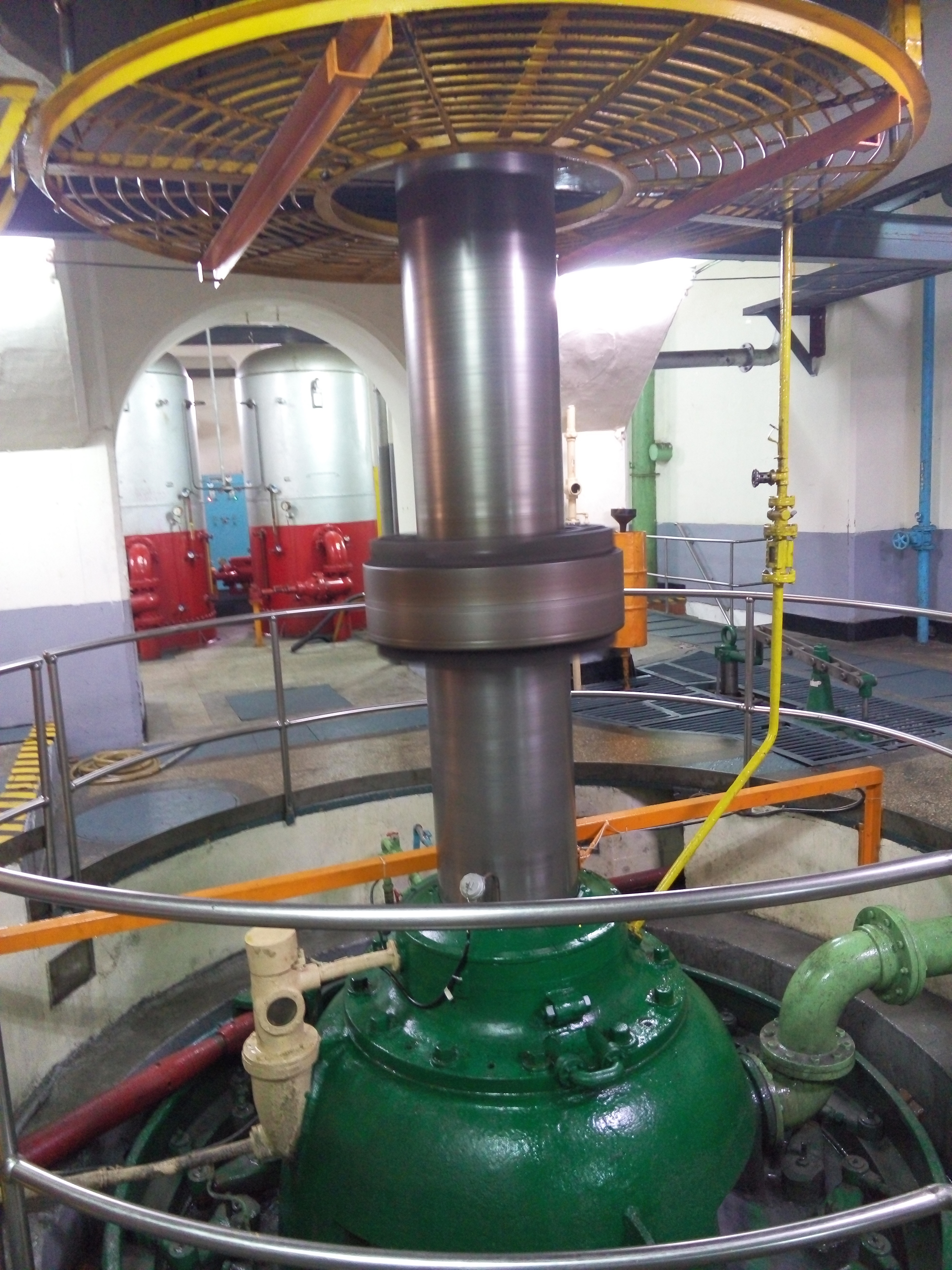
立霧機組2號水輪機中間軸，上方為發電機，下方為水輪機
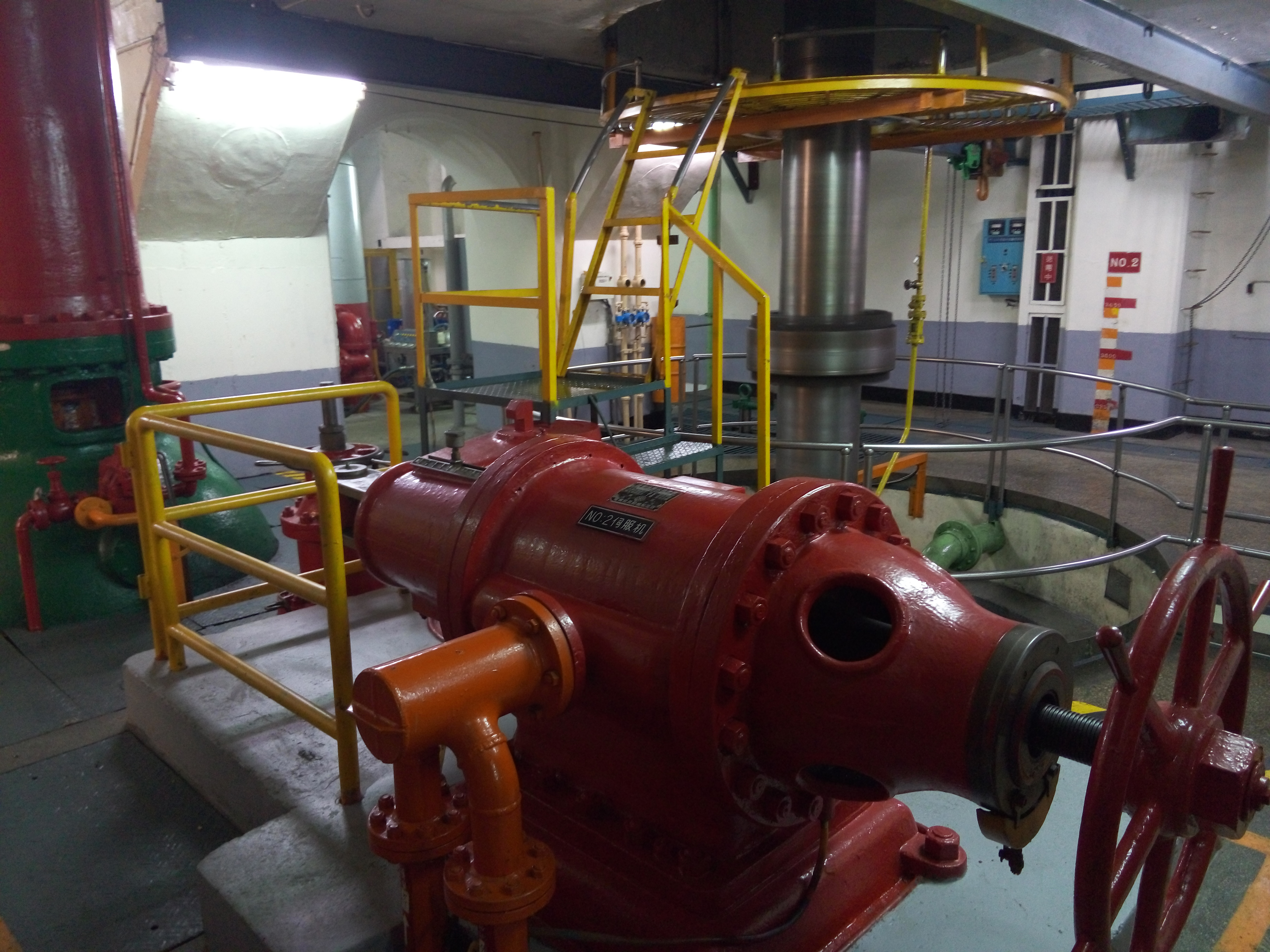
立霧機組2號水輪機導葉調整伺服機

## 外部連結
- 東部發電廠簡介 - 台灣電力公司